# Periferic
Un periferic este o unitate (aparat) de hardware ce este inclus sau se adaugă unui sistem de calcul pentru a-i extinde funcționalitatea. Denumirea de periferic este aplicată de obicei acelor unități componente care pot fi opționale prin natura lor. 
Exemple de periferice: monitor, mouse, tastatură, modem, imprimantă, unitate de disc.

## Tipuri
Sunt trei tipuri de unități periferice : de intrare, ieșire și intrare/ieșire 

### Unități periferice de intrare

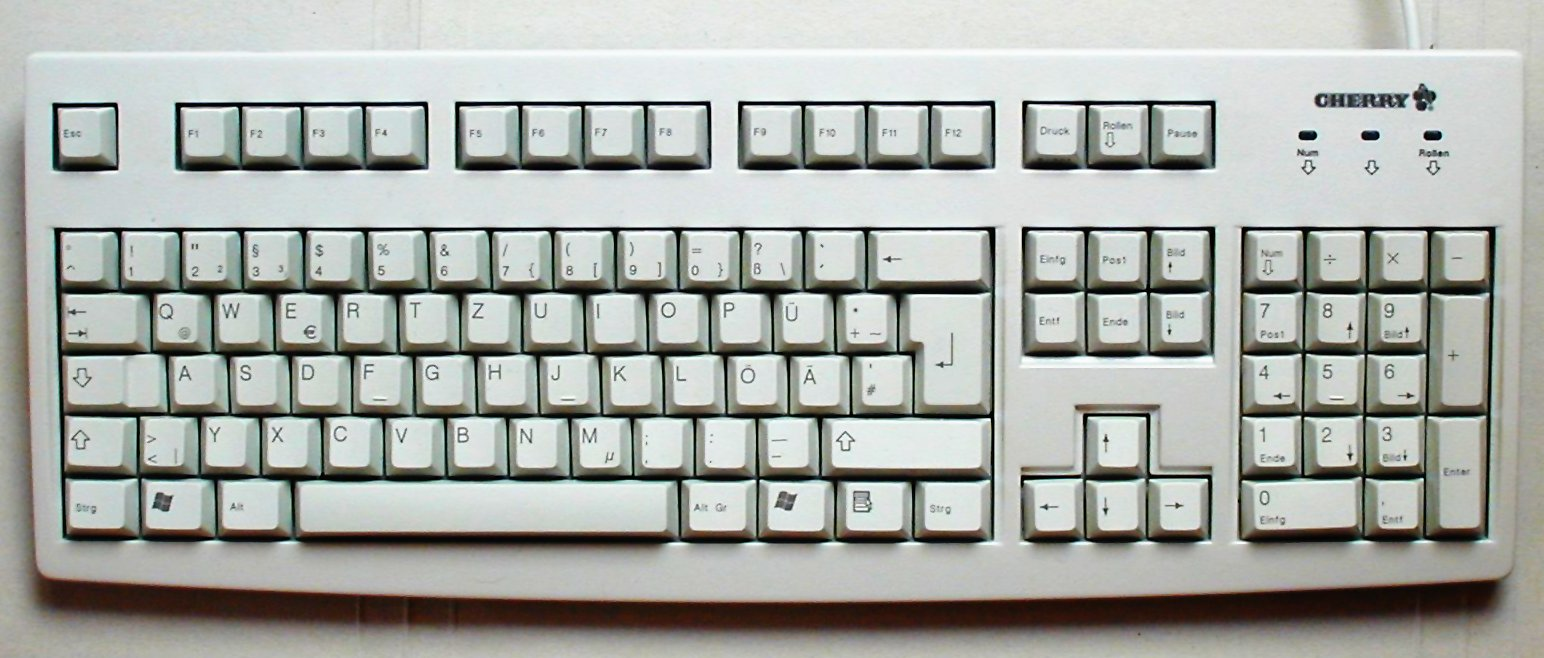
Tastatură
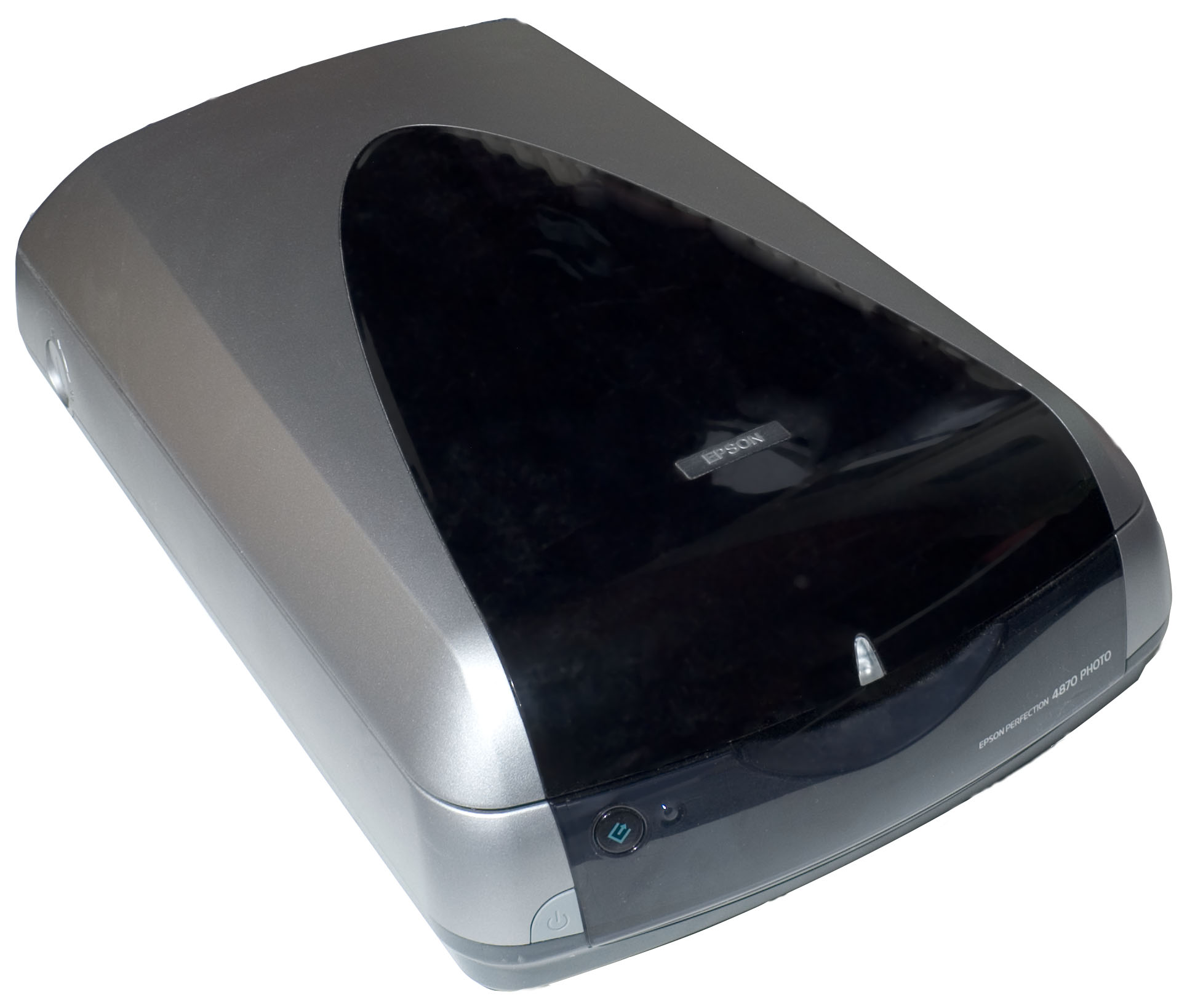
Scanner
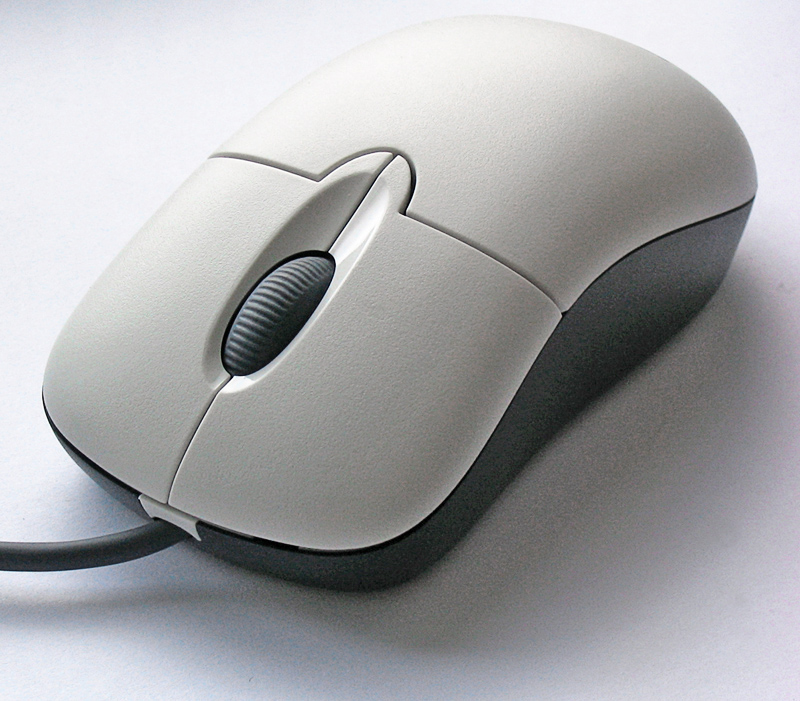
Mouse
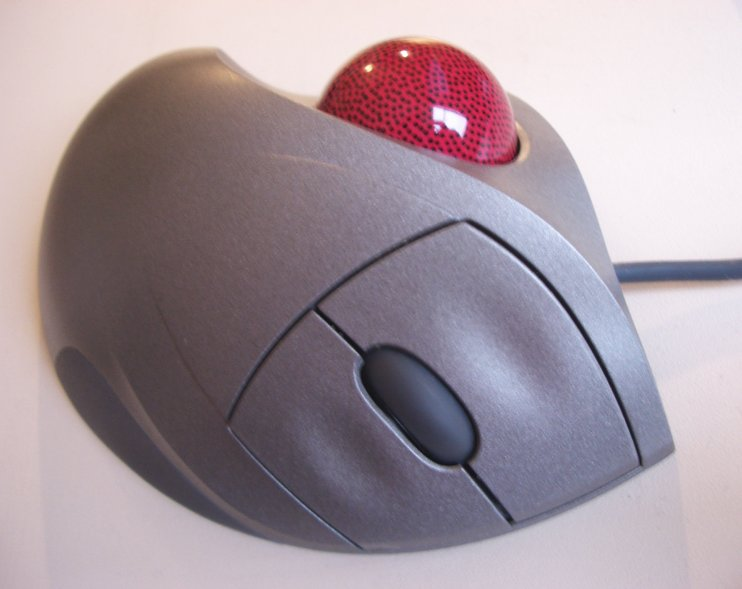
Trackball
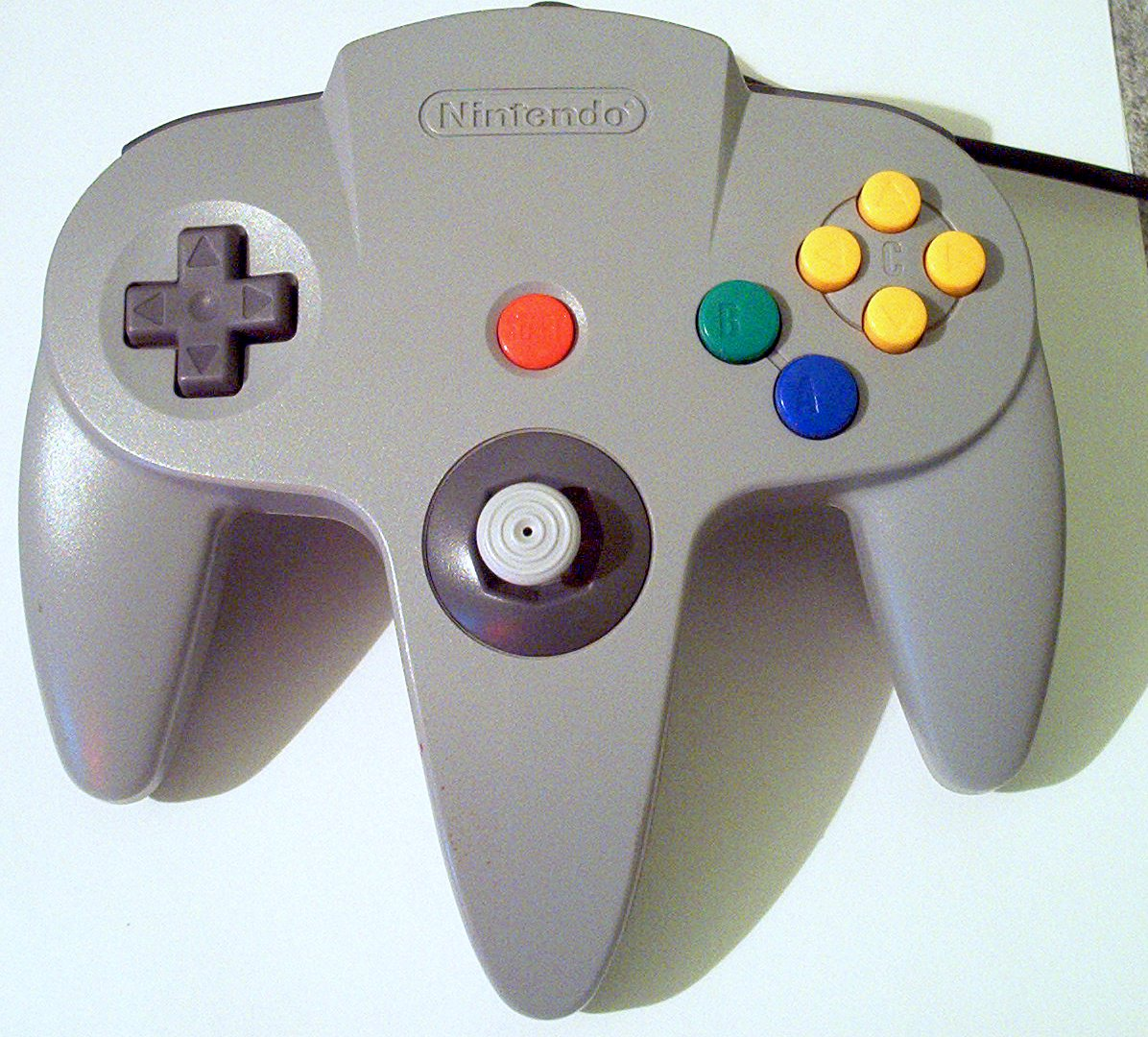
Joypad
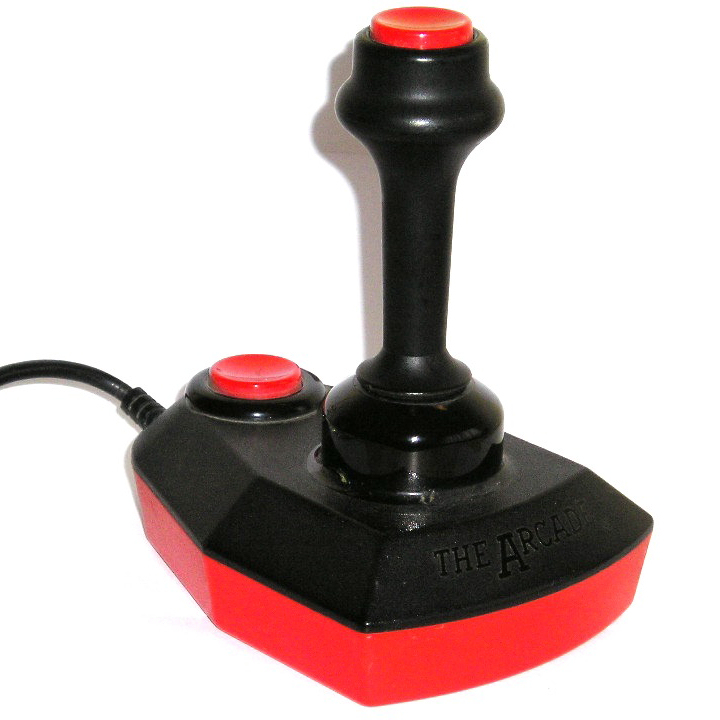
Joystick
Cameră web
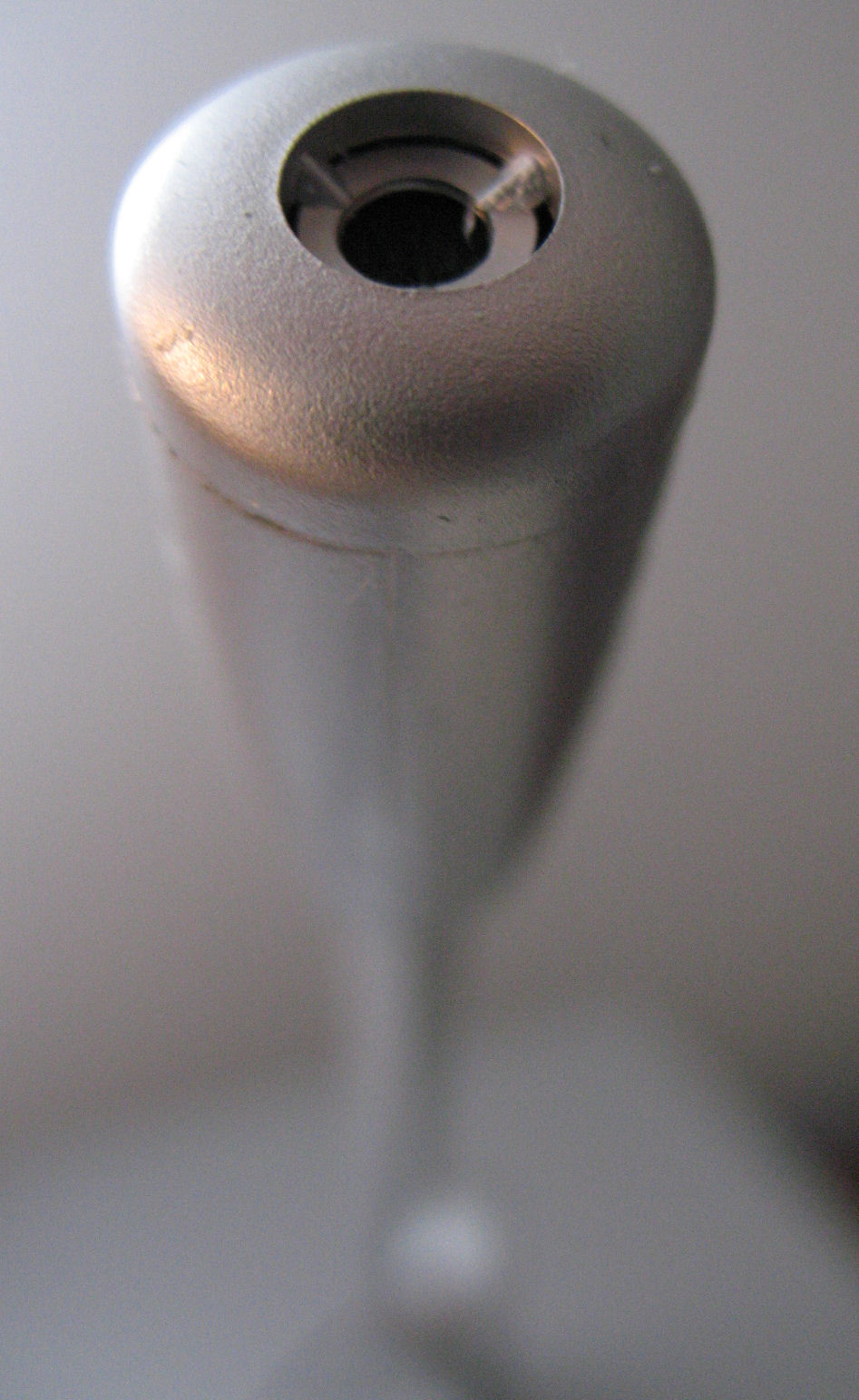
Microfon
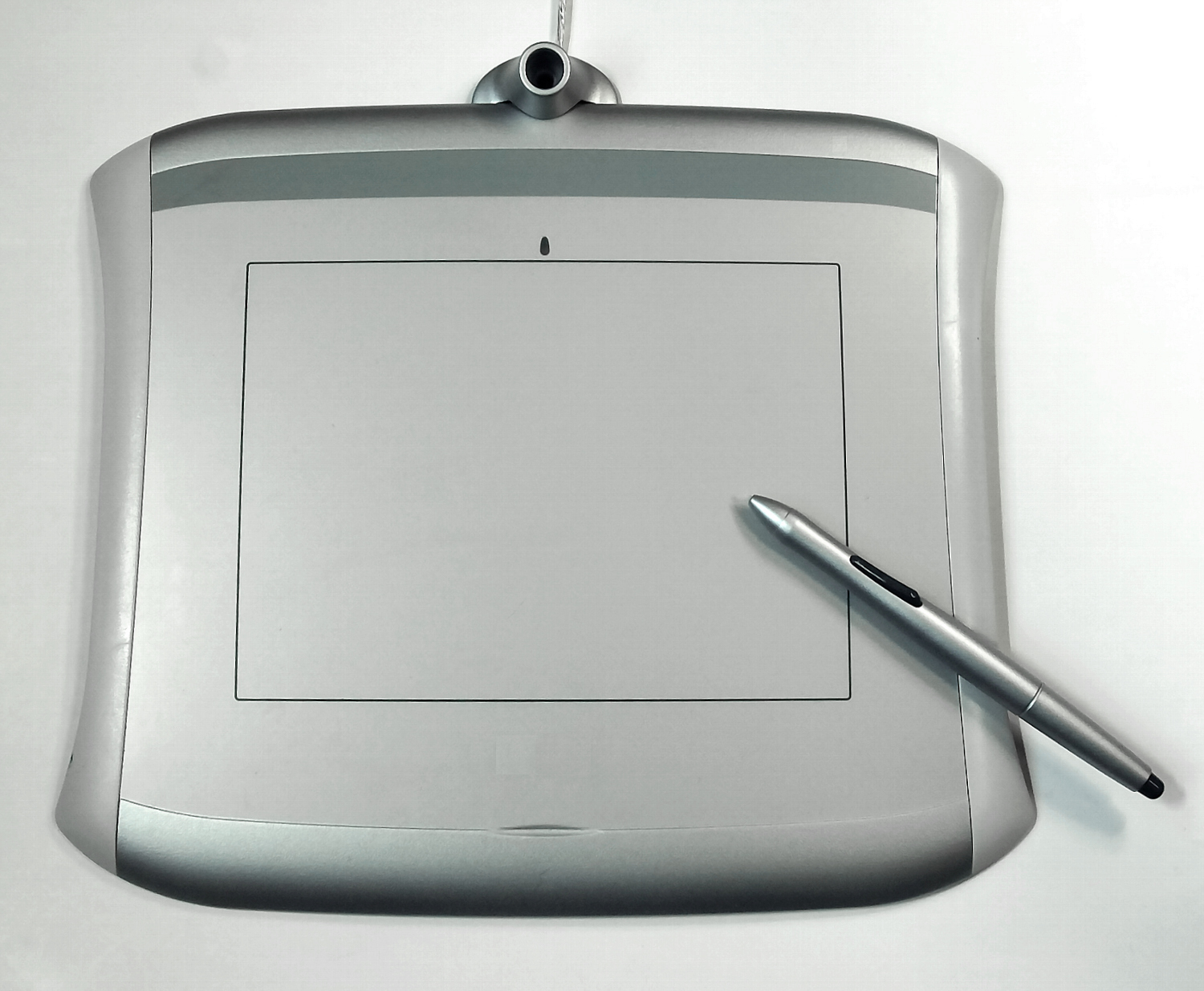
Tabletă grafică

### Unități periferice de ieșire

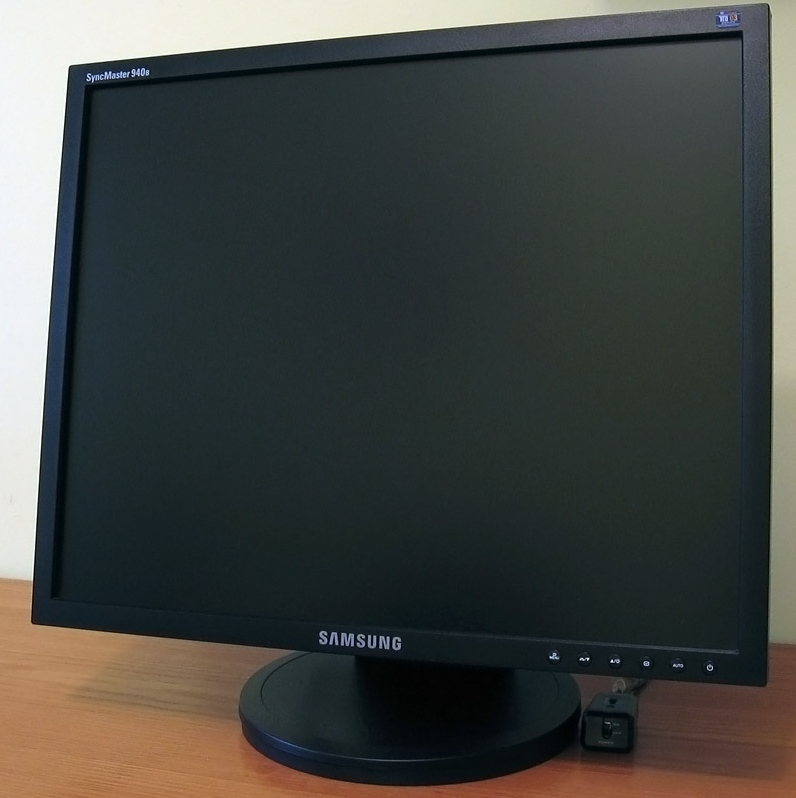
Monitor
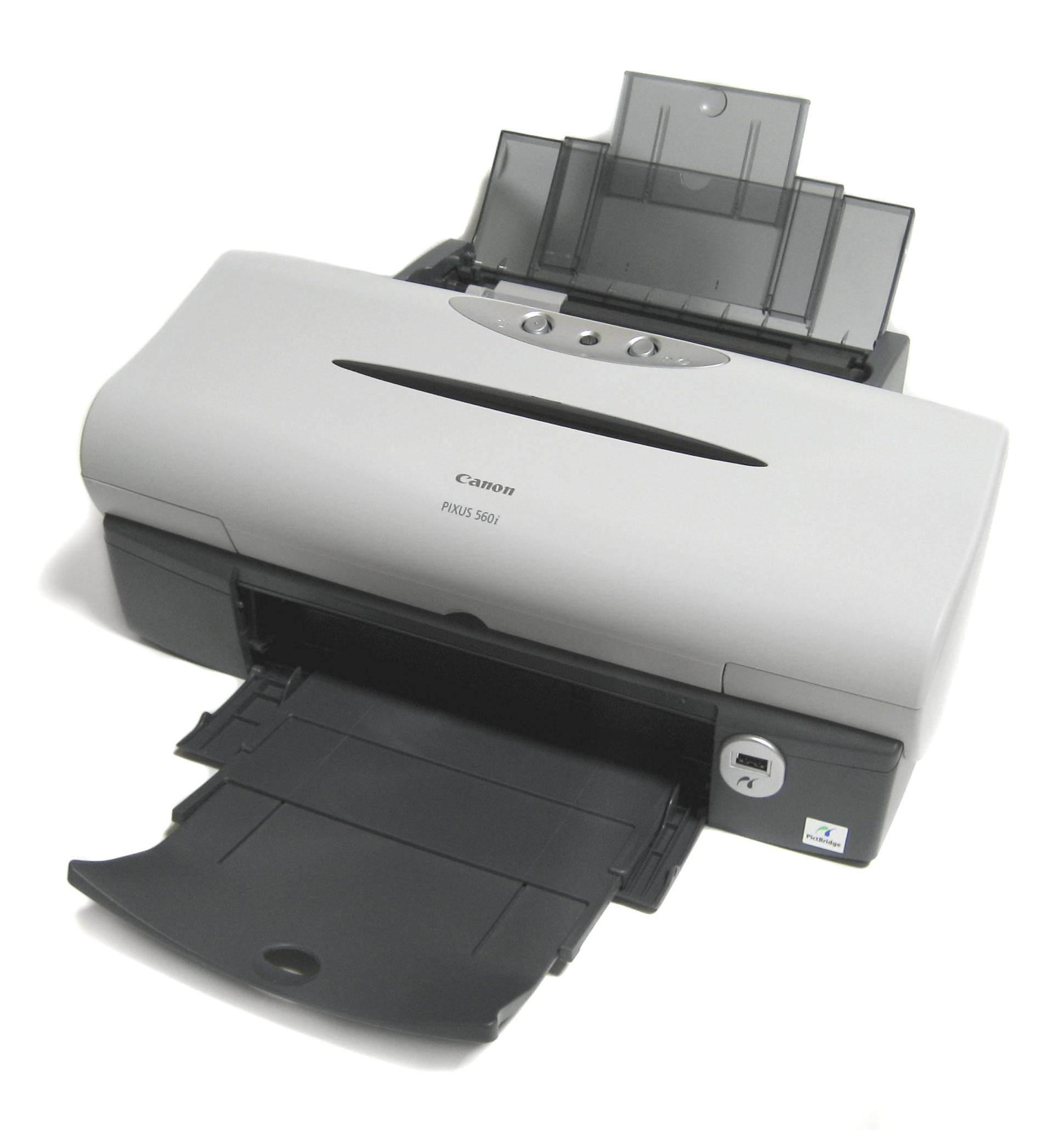
Imprimantă
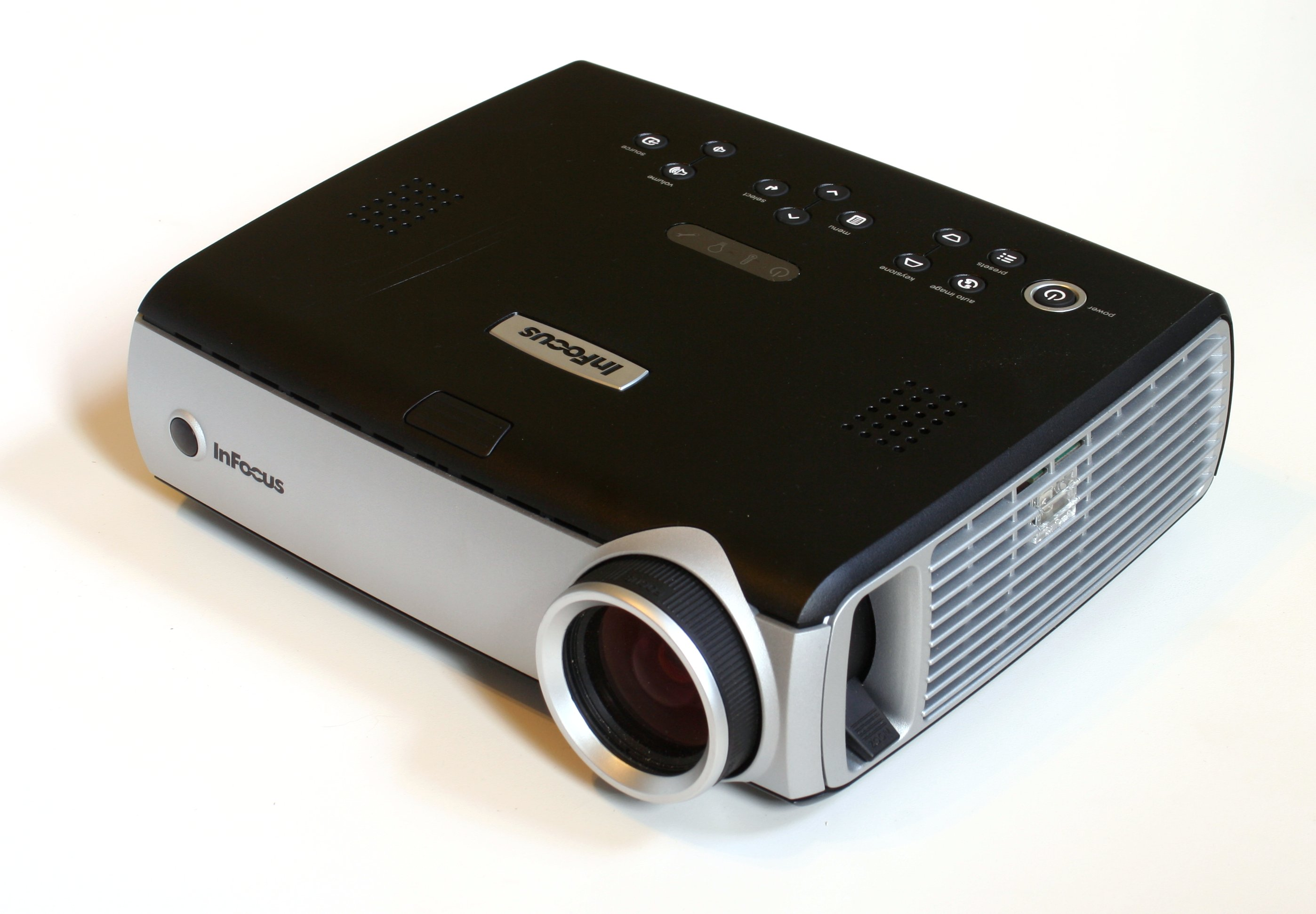
Videoproiector
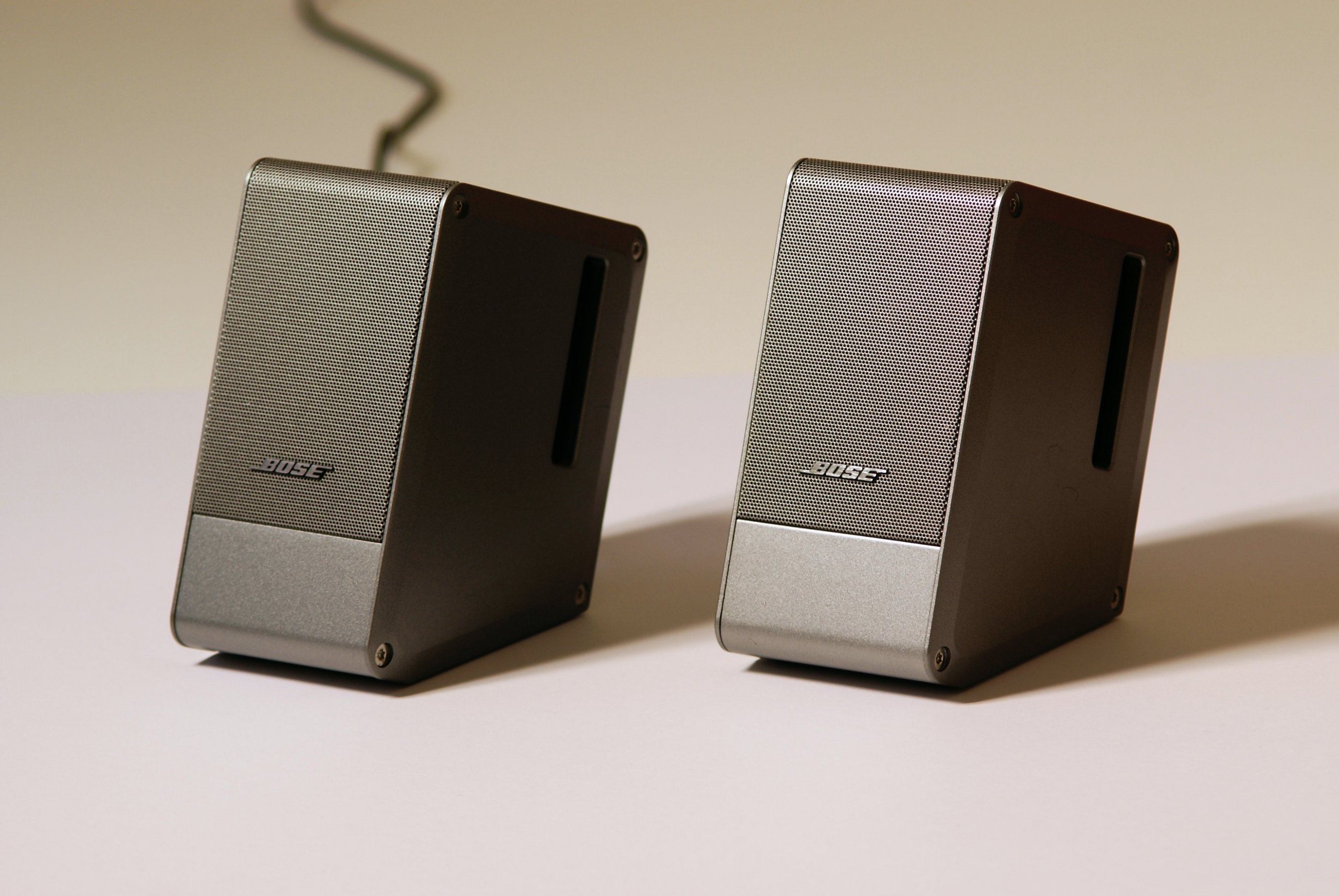
Boxe audio
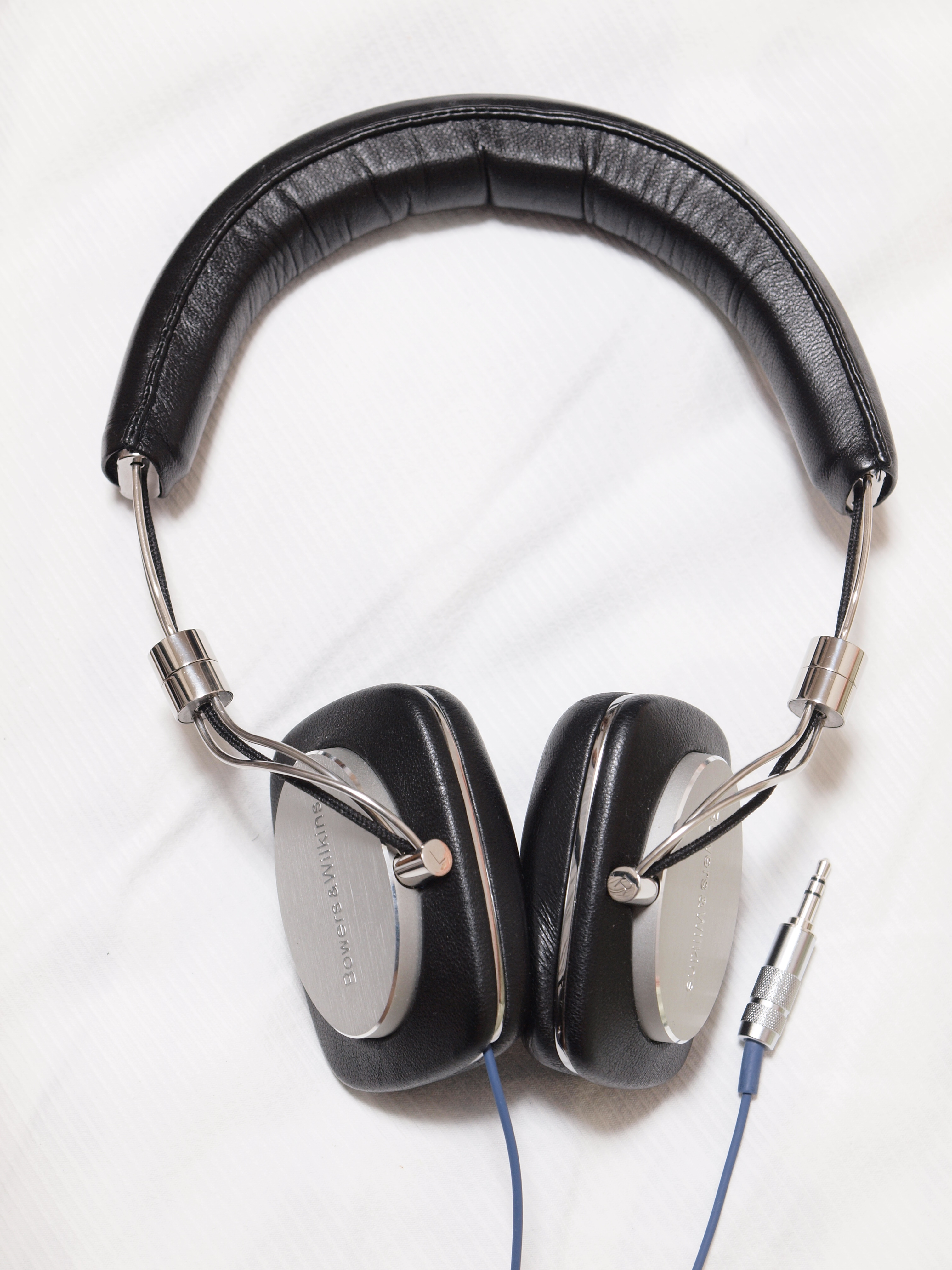
Căști audio

### Periferice de intrare/ieșire

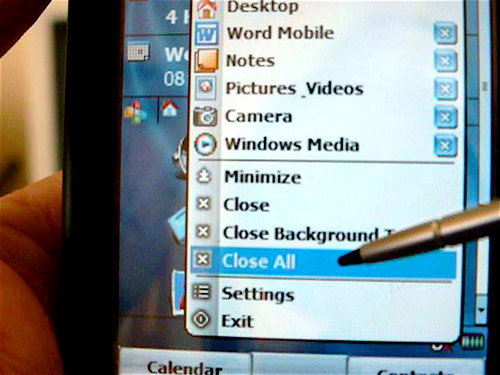
Ecran tactil
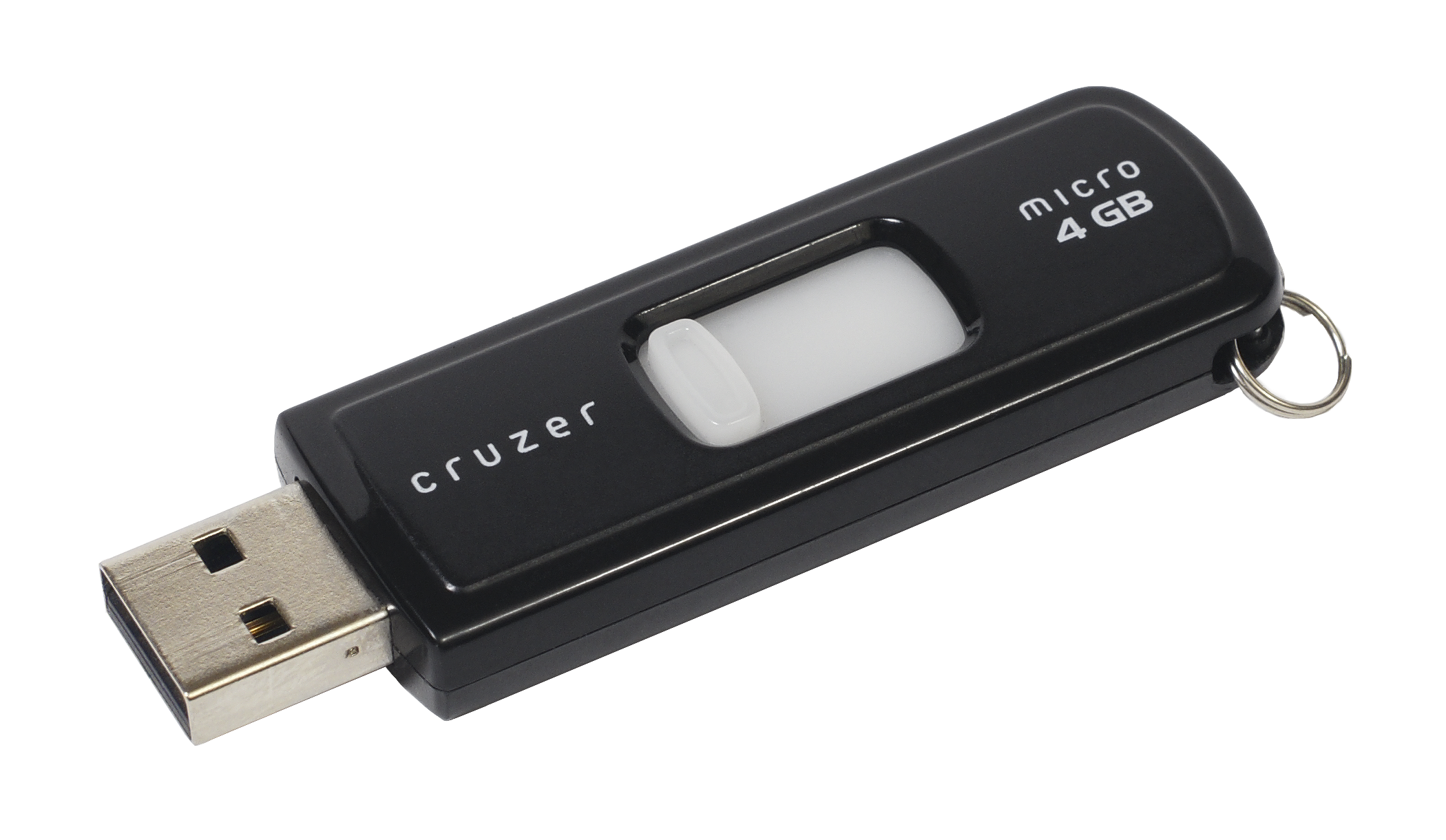
Memorie USB
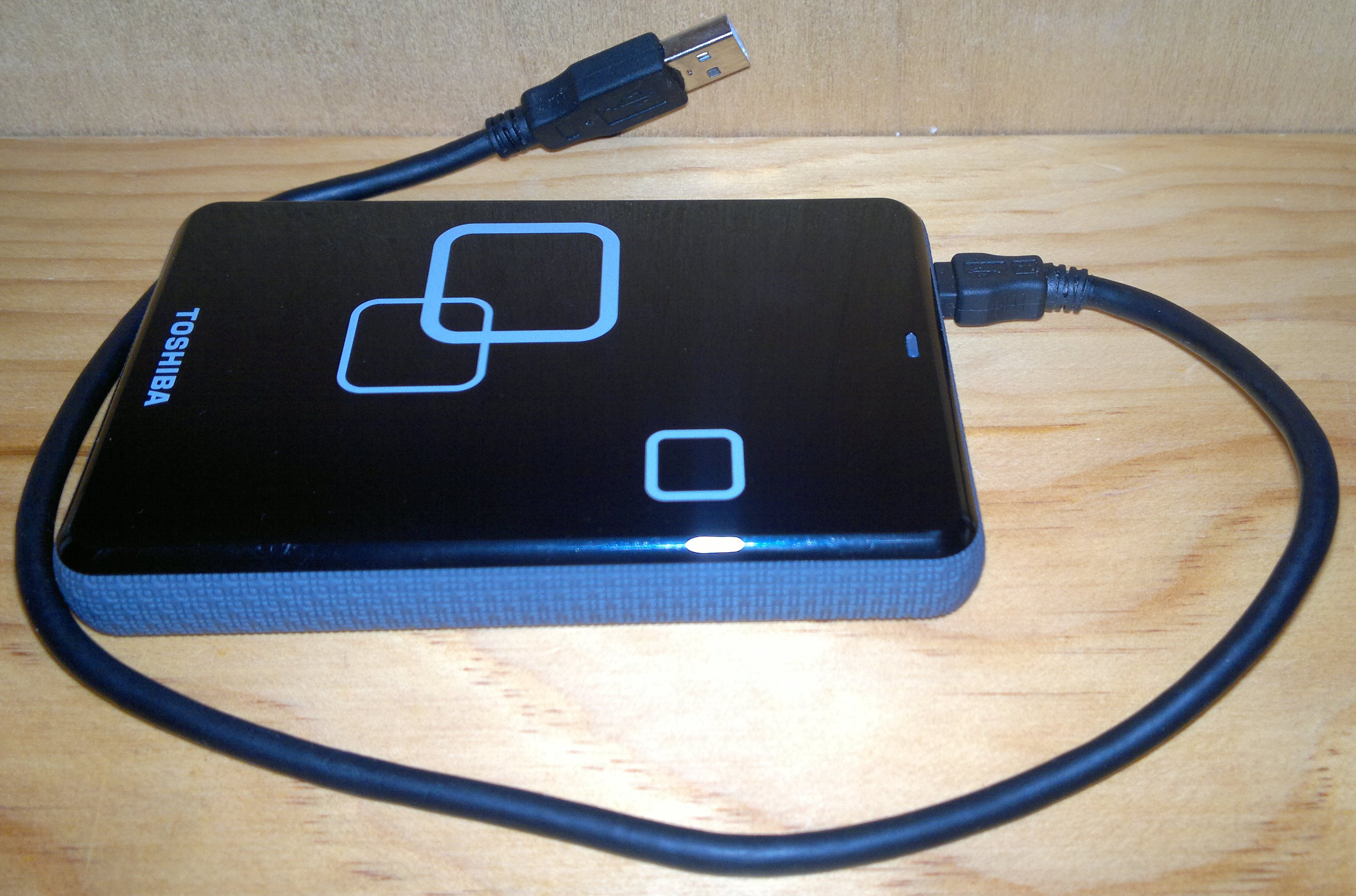
HDD extern
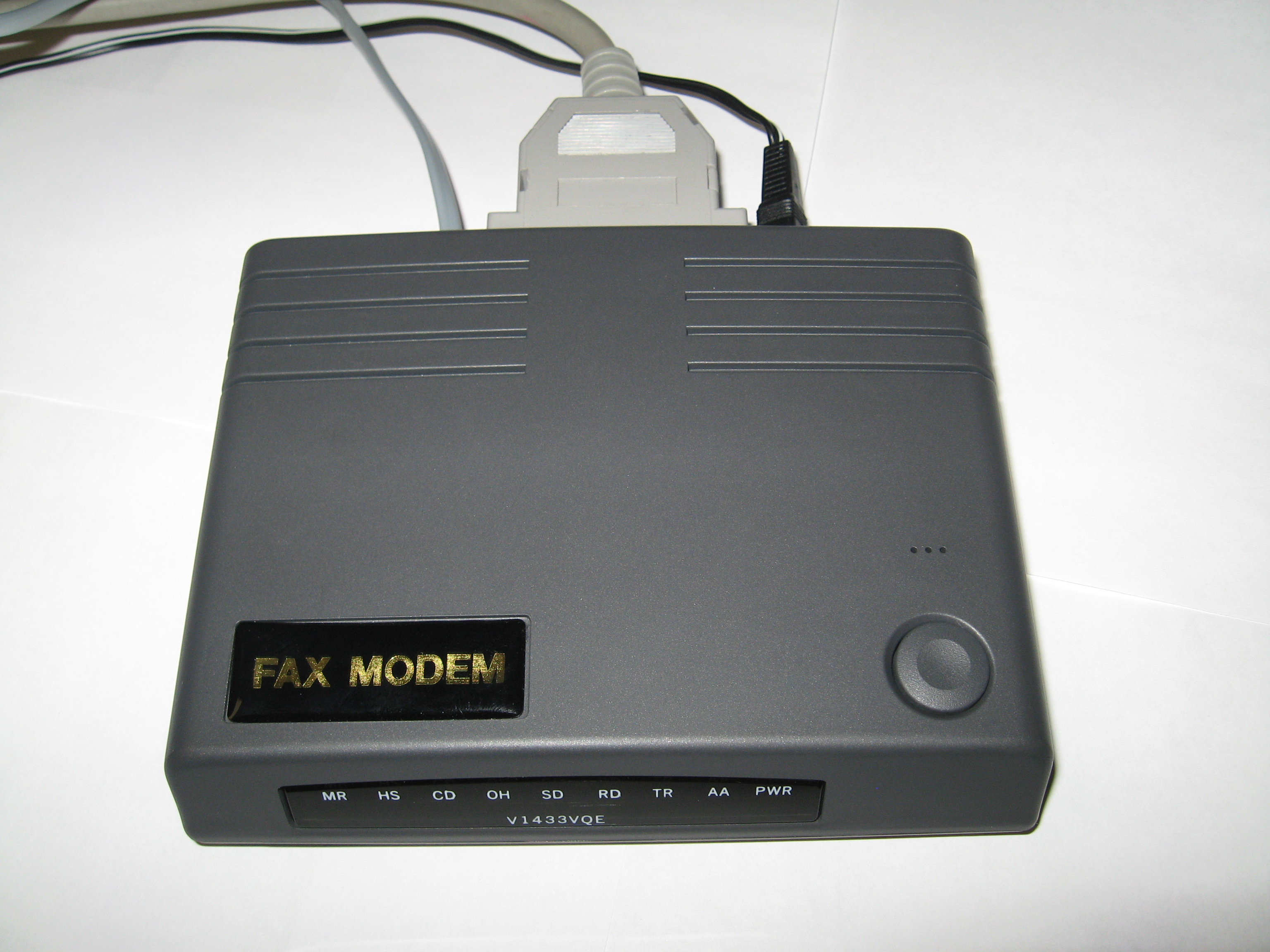
Modem
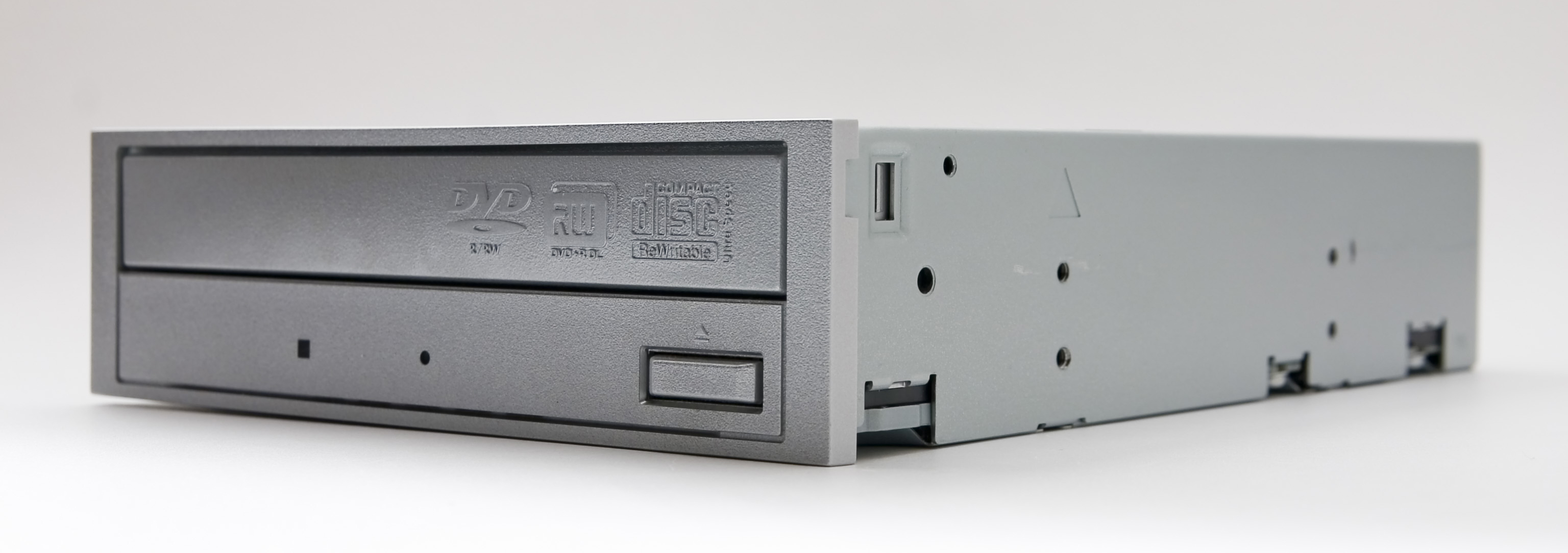
Dispozitive optice de stocare
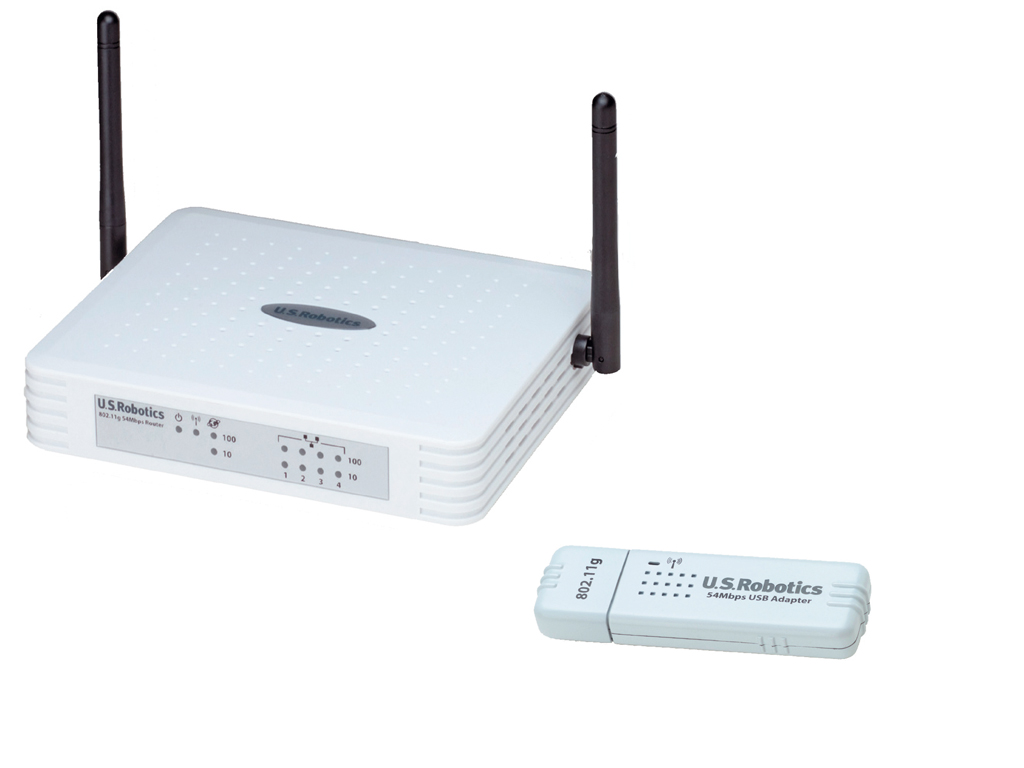
Ruter
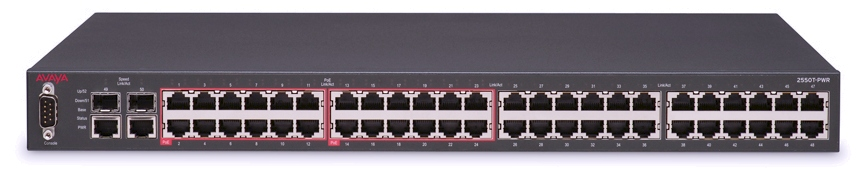
Switch de reţea
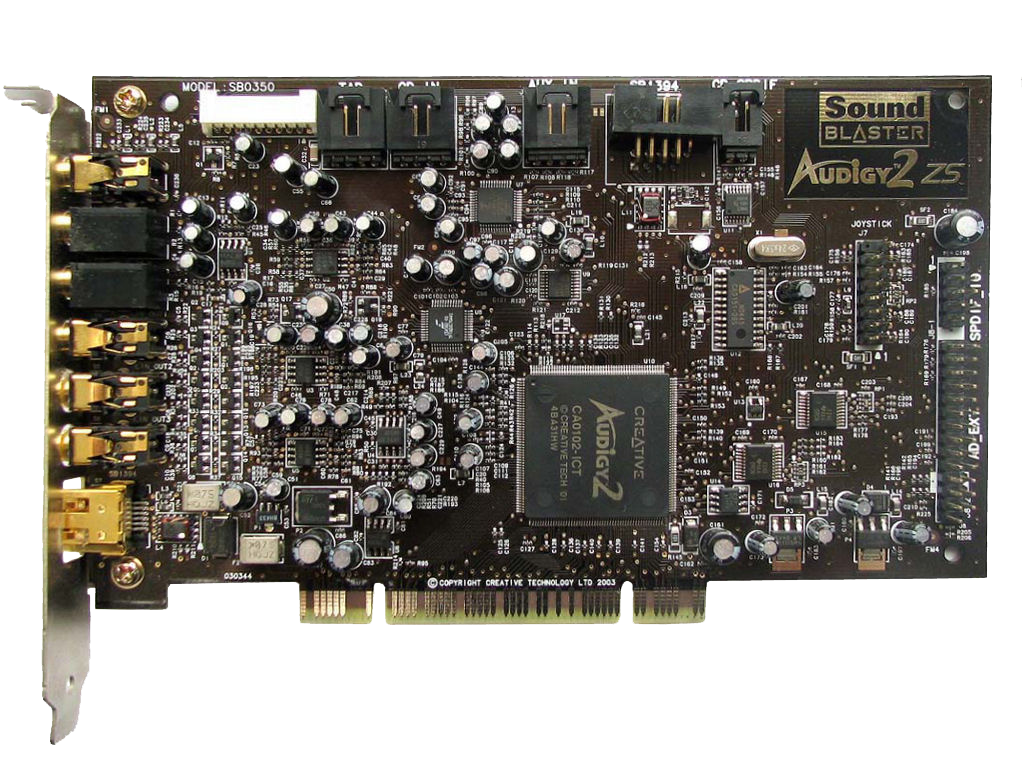
Placă de sunet
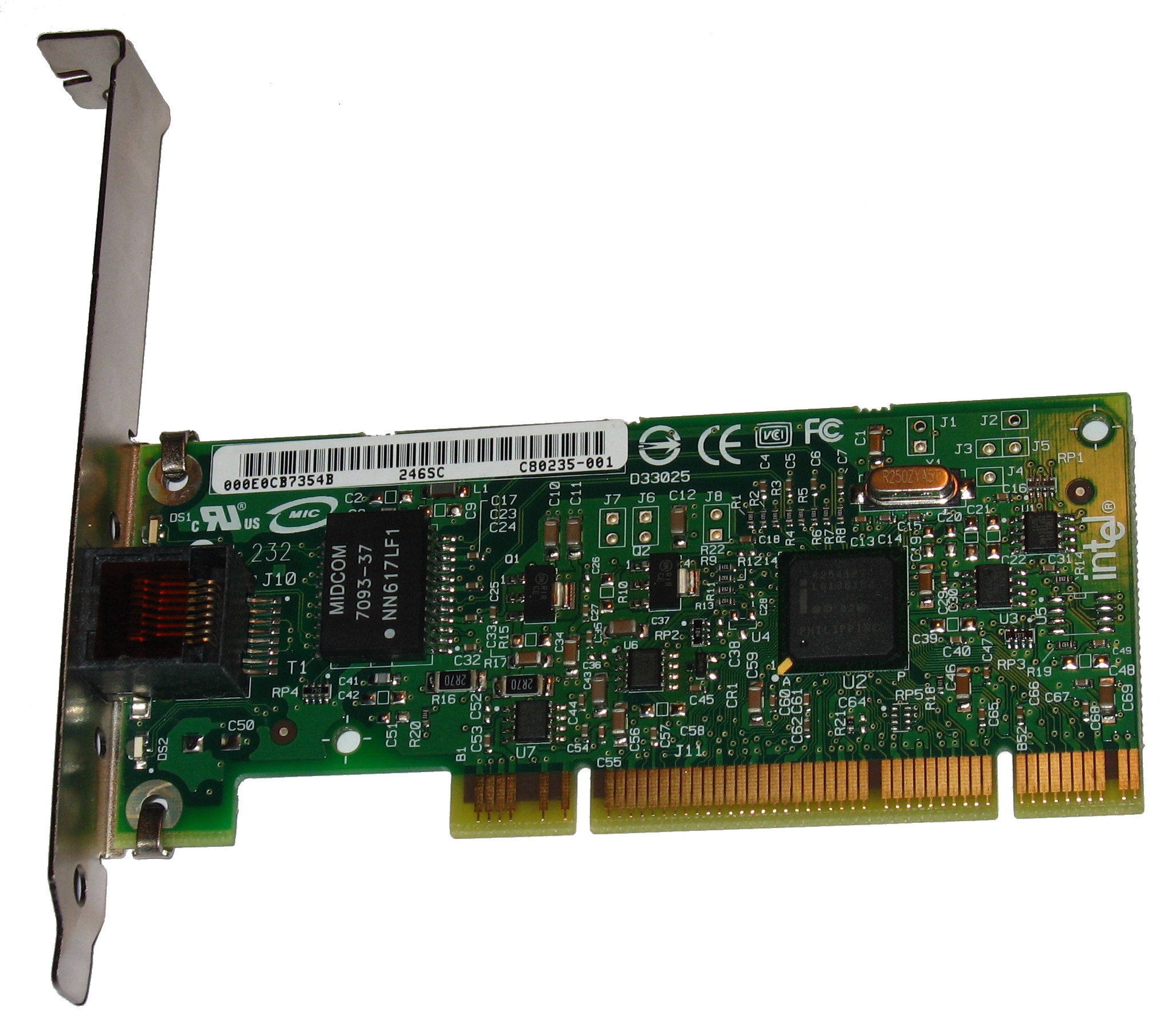
Placă de rețea
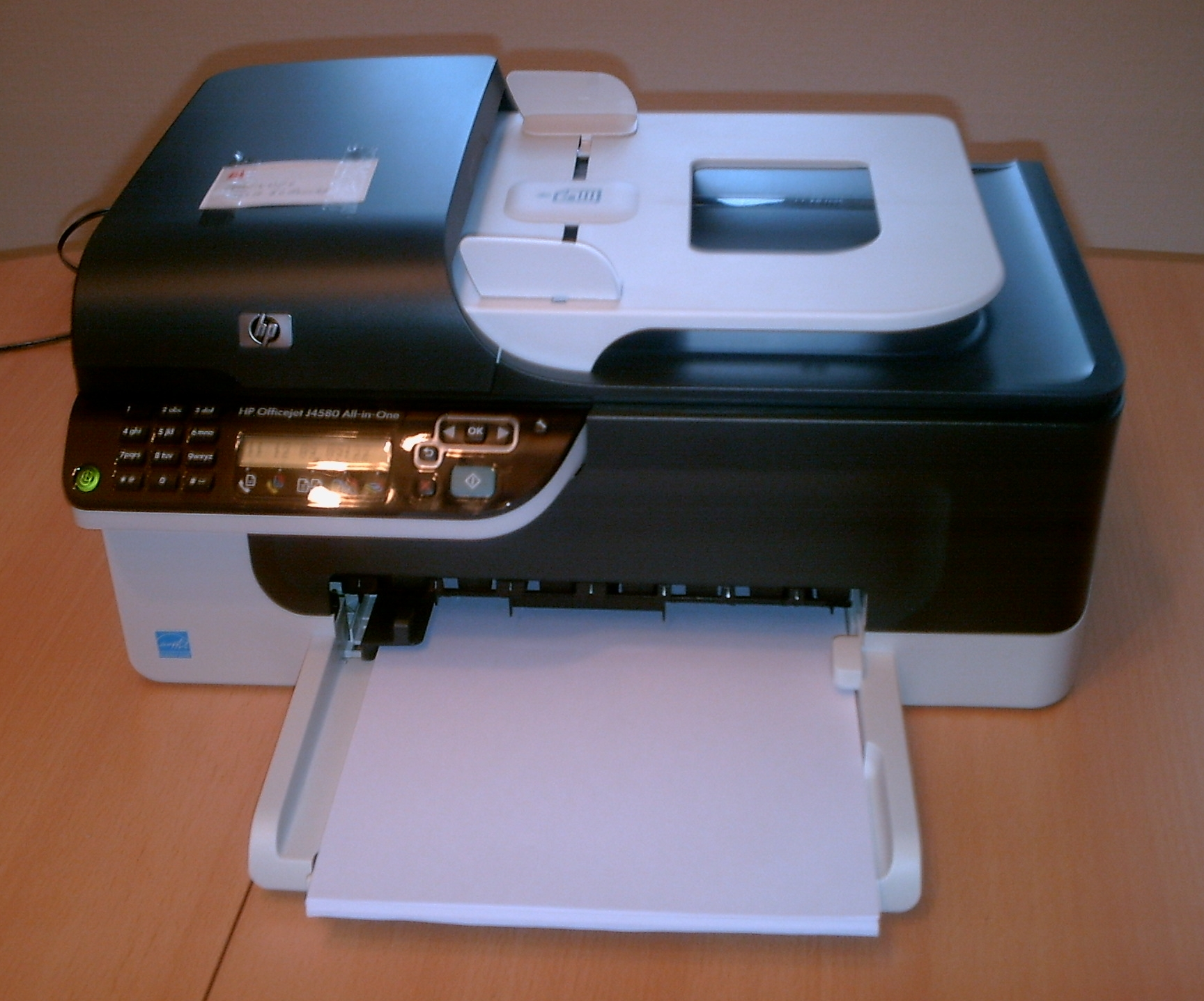
Imprimantă multifuncţională

## Vezi și
- Afișaj electronic
- Hardware

## Legături externe
- Dispozitive-de-Intrare-iesire document Scribd
- Echipamente periferice - Conectarea echipamentelor periferice